# Ljubljana banegård
Ljubljana banegård (slovensk: Železniška postaja Ljubljana) er hovedbanegården i Sloveniens hovedstad Ljubljana. Den stod færdig d. 18. april 1848, men jernbanen mellem Wien og Trieste nåede den først året efter. Bygningen blev renoveret i 1980 af arkitekten Marko Mušič. Sloveniens Jernbanemuseum ligger i nærheden. Der er planer om at renovere stationen ifm. byprojektet Emonika.
James Joyce overnattede engang på Ljubljana banegård, fordi han ved en fejl troede, at han var nået til Trieste. På Bloomsday i 2003 blev et mindesmærke af Jakov Brdar rejst til hans ære.